# Círculo de Djenne
Djenne es una subdivisión administrativa (cercle o círculo) de la región de Mopti, en Malí. En abril de 2009 tenía una población censada de 208 413 habitantes y estaba formada por las siguientes comunas o municipios, que se muestran igualmente con población de abril de 2009:
- Dandougou Fakala 9,410
- Derary 6,962
- Djenné 26,267
- Fakala 33,714
- Femaye 16,324
- Kéwa 22,025
- Madiama 11,833
- Néma-Badenyakafo 46,399
- Niansanarie4,743
- Ouro Ali 10,826
- Pondori 9,991
- Togue Mourari 9,919[1]